# Gästriklands runinskrifter 11
Runinskrift Gs 11 är en runsten av röd sandsten som står i Järvsta i Gävle kommun, Gästrikland. F.d. stod stenen i Valbo socken, men sockengräns ändrades i början av 2000-talet. Stenen omnämner Emund den gamle.

## Stenen
Stenen är omkring två meter hög, 110–125 cm bred och 15–17 cm tjock. Runhöjden är 8–10 centimeter. Den är den enda av Gästriklands runstenar som står kvar på sin ursprunga plats.

## Inskriften
Translitterering av runraden:
§P þiuþkiʀ uk| |kuþlaifr : uk| |karl þaʀ bruþr aliʀ : litu rita stain þino × abtiʀ þiuþmunt ' faur sin ' kuþ hialbi hons| |salu| |uk| |kuþs muþiʀ in osmuntr ' kara sun ' markaþi × runoʀ ritaʀ þa sat aimunt 
§Q þiuþkiʀ uk| |kuþlaifr : uk| |karl þaʀ bruþr aliʀ : litu rita stain þino × þa sata| |aimuntr| |runoʀ ritaʀ abtiʀ þiuþmunt ' faur sin ' kuþ hialbi hons| |salu| |uk| |kuþs muþiʀ in osmuntr ' kara sun ' markaþi ×
Normalisering till runsvenska:
§P Þiuðgæiʀʀ ok Guðlæifʀ ok Karl þæiʀ brøðr alliʀ letu retta stæin þenna æftiʀ Þiuðmund, faður sinn. Guð hialpi hans salu ok Guðs moðiʀ. En Asmundr Kara sunn markaði runaʀ rettaʀ. Þa(?) sat(?) Æimundr(?). 
§Q Þiuðgæiʀʀ ok Guðlæifʀ ok Karl þæiʀ brøðr alliʀ letu retta stæin þenna. Þa satti Æimundr runaʀ rettaʀ æftiʀ Þiuðmund, faður sinn. Guð hialpi hans salu ok Guðs moðiʀ. En Asmundr Kara sunn markaði.
Översättning till nusvenska:
§P Tjudger, Gudleif och Karl, alla dessa bröder läto resa denna sten till minne av sin fader Tjudmund. Gud och Guds moder hjälpe hans själ. Men Asmund Kareson ristade runorna rätt. Då var Emund konung.
Tjudger och Gudlev och Karl, alla dessa bröder, läto resa denna sten efter Tjudmund, sin fader. Gud och Guds moder hjälpe hans själ. Och Åsmund Kåresson ristade rätta runor. - Då satt Emund (?). 
§Q Tjudger och Gudlev och Karl, alla dessa bröder, läto resa denna sten. Sedan satte Emund rätta runor efter Tjudmund sin fader. Gud och Guds moder hjälpe hans själ. Men Asmund Kareson ristade.
Anne Trygstads läsordning är problematiskt p.g.a. det går inte att läsa satti ur runföljden sata, samt avviker runföljden þasataimunt ifrån Åsmunds ristningsstil.